# Тилеман, Лори
Лори Тилеман (родилась 30 июля 1991 в Бресте) — французская модель и журналистка, стала 64-й Мисс Франция, 4 декабря 2010 на конкурсе проведенного телеканалом TF1.

## Биография
Лори предложили работу в агентстве Elite в возрасте 14 лет, но она решила посвятить себя учёбе. Тем не менее, это предложение открыло ей двери в мир моды и позволяет ей, работая моделью, платить за учёбу. Лори учится второй год по специальности «управление» в коммерческом университете города Бретань.
В 2023 году, вместе с Оливье Мином и французской тиктокершей Ophenya стала ведущей конкурса Детское Евровидение 2023, который прошёл в Ницце.

## Конкурс Мисс Франция 2011
Лори стала Мисс Бретань 2010, она стала победительницей Мисс Франция 2011 4 декабря 2010 года, сменив Малику Менар, Мисс Францию 2010. Это первая Мисс Бретань, которая была избрана на конкурсе Мисс Франция.
Жюри, под председательством Алена Делона, отдало более чем 37 % голосов за Лори Тилеман. Она представляла Францию на конкурсах Мисс Европа, Мисс Мира и Мисс Вселенная в 2011 году.

## Хобби
Лори в свободное время занимается волейболом и серфингом.